# Wonder Woman (film, 2009)
Pour les articles homonymes, voir Wonder Woman (homonymie).
Pour plus de détails, voir Fiche technique et Distribution.
Wonder Woman est un film d'animation américain réalisé par Lauren Montgomery, sorti directement en vidéo en 2009, 4e film de la collection DC Universe Animated Original Movies.
Le film présente un scénario original qui revient sur les origines de Wonder Woman créée par William Moulton Marston.

## Synopsis
La Reine Hippolyta et les Amazones sont en conflit avec Arès, le dieu de la guerre, et son armée. Elles gagnent le combat et Hippolyta coupe la tête de Thrax, le fils d'Arès. Zeus et Héra apparaissent alors à la Reine des Amazones pour qu'elle épargne la vie d'Arès. En échange, les Amazones reçoivent l'île de Themyscira pour y vivre sans les hommes et garder Arès prisonnier. Après avoir construit leur cité, Hippolyta se rend sur la plage, façonne une statue de petite fille que Zeus amène à la vie, donnant ainsi naissance à la princesse Diana.
Bien des années plus tard, alors que Diana est devenue une fière guerrière, Arès déclenche le plan qu'il a fomenté dans sa cellule et corrompt une Amazone pour qu'elle le libère. Mais pour que cette évasion réussisse, elle doit faire diversion en attirant sur l'île Steve Trevor, un pilote vantard qui pourrait se révéler être un atout décisif pour que Diana mette un terme à la menace que représente le dieu déchu.

## Fiche technique
- Titre original : Wonder Woman
- Réalisation : Lauren Montgomery
- Scénario : Gail Simone et Michael Jelenic, d'après les personnages de DC Comics créés par William Moulton Marston
- Musique : Christopher Drake
- Direction artistique du doublage original : Andrea Romano
- Son : George Brooks, Christina Tucker, Robert Hargreaves
- Montage : Rob Desales
- Animation : Moi Animation Studio
- Production : Bruce Timm
  - Production déléguée : Sam Register, Sander Schwartz et Gregory Noveck
  - Production exécutive : Bobbie Page
- Sociétés de production : Warner Bros. Animation et DC Comics
- Société de distribution : Warner Premiere
- Pays de production :  États-Unis
- Langue originale : anglais
- Genre : animation, super-héros
- Durée : 74 minutes
- Dates de sortie :
  - États-Unis : 3 mars 2009
  - France : 7 juin 2017
- Classification : PG-13 (interdit -13 ans) aux États-Unis

 Sauf indication contraire, les informations mentionnées dans cette section peuvent être confirmées par les bases de données cinématographiques IMDb et Allociné,  présentes dans la section « Liens externes ».

## Distribution

### Voix originales
- Keri Russell : Wonder Woman / Diana Prince
- Nathan Fillion : Steve Trevor
- Alfred Molina : Arès
- Rosario Dawson : Artemis
- Marg Helgenberger : Héra
- Oliver Platt : Hadès
- Virginia Madsen : Hippolyta
- Skye Arens : La petite fille
- John DiMaggio : Deimos
- Julianne Grossman : Etta Candy
- Vicki Lewis : Perséphone
- David McCallum : Zeus
- Jason Miller : Thrax
- Rick Overton : Slick, Le Président
- Andrea Romano : Conseillère du Président
- Tara Strong : Alexa
- Bruce Timm : Un agresseur

### Voix françaises
- Delphine Braillon : Wonder Woman / Diana Prince
- Alexis Victor : Steve Trevor
- Patrick Borg : Arès
- Catherine Desplaces : Artemis
- Marianne Leroux : Héra
- Jean-Jacques Nervest : Hadès
- Malvina Germain : Hippolyta
- Alexia Papineschi : Perséphone
- Brigitte Berges : Conseillère du Président
- Noémie Orphelin : Alexa

Société de doublage VF : Dubbing Brothers, adaptation VF : Philippe Berdah, direction artistique VF : Dorothée Jemma
 Source : voix originales et françaises sur Latourdesheros.com.

## Sortie
Le film sort le 3 mars 2009 aux États-Unis mais il n'est disponible en France que depuis le 7 juin 2017 en Blu-ray, DVD et VOD accompagnant la sortie en salle, le même jour, du film live éponyme de Patty Jenkins. Une « commemorative edition » célébrant le 75e anniversaire de la princesse Amazone, inclut le long-métrage en director's cut et une figurine de la super-héroïne dans un boitier Deluxe Blu-ray + DVD.